# Kvarnbäcktjärnarna (Junsele socken, Ångermanland, 707469-154237)
Kvarnbäcktjärnarna är en sjö i Sollefteå kommun i Ångermanland och ingår i Ångermanälvens huvudavrinningsområde.